# Vanellus tectus

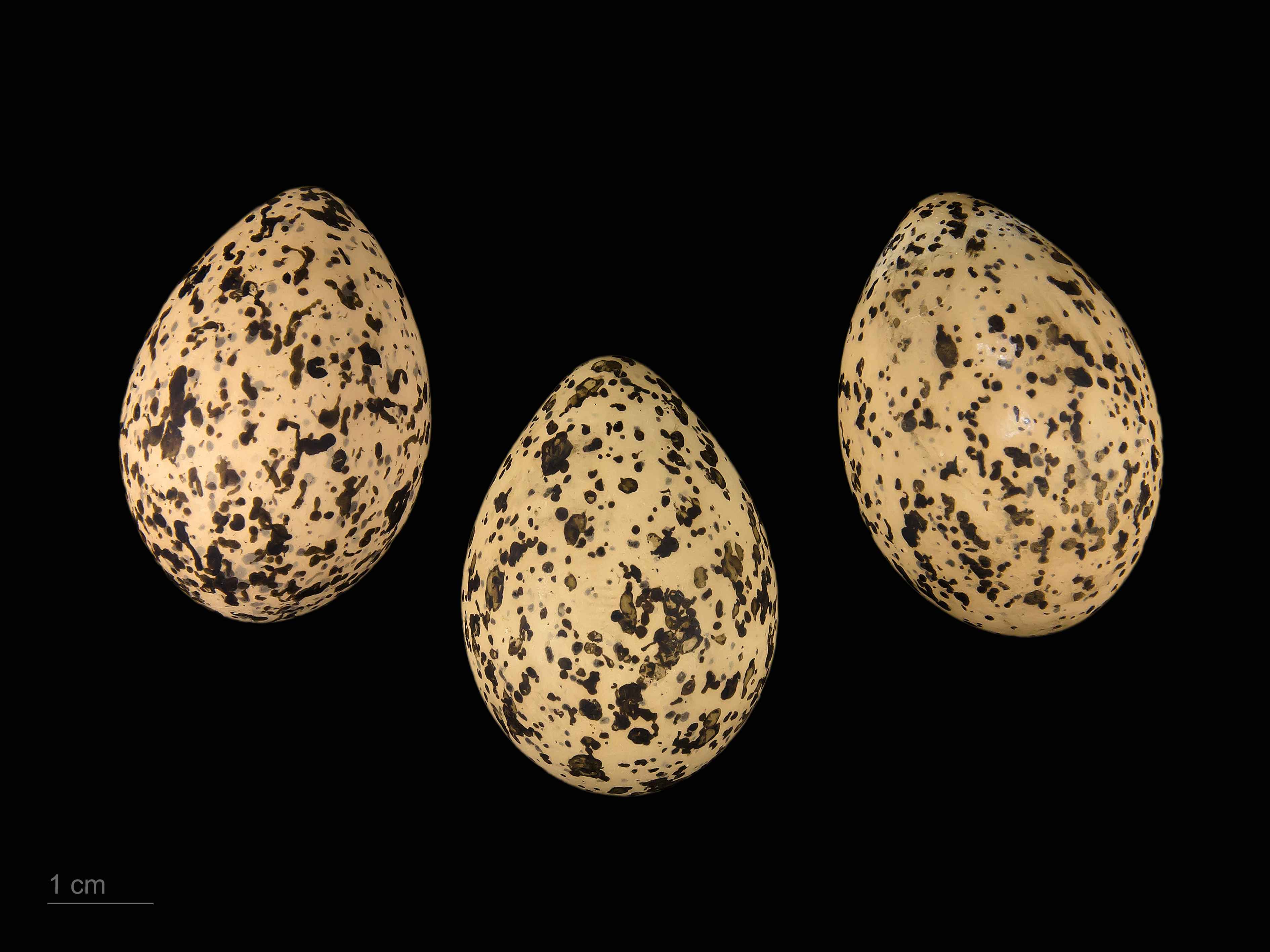
Vanellus tectus

Vanellus tectus là một loài chim trong họ Charadriidae.
Chúng định cư và sinh sản trên khắp châu Phi cận Sahara từ Senegal đến Ethiopia, mặc dù nó có các phong trào theo mùa. Chim mái đẻ hai hoặc ba quả trứng trên một mảnh đất.
Đây là những loài chim dễ nhận thấy và không thể nhầm lẫn. Chúng là những chiếc là loài choi choi có kích cỡ trung bình.